# Генрих II (Фюрстенберг)
Генрих II (Heinrich II. von Fürstenberg (1279 — 14.12.1337) — граф Фюрстенберга с 1296. Одновременно с ним титул графа Фюрстемберга носили его дядя Эгон (ум. 1324) и сын последнего Готфрид (ум. 1341).
Сын Фридриха I фон Фюрстенберга и Удихильды фон Вольфах. После смерти отца (1296) до совершеннолетия находился под опекой дяди — Конрада фон Фюрстенберга (ум. 1320/21), канонника в Констанце.
Начав править самостоятельно, в 1303 г. продал бург Фюрстенек и город Оберкирх Страсбургскому епископству.
В 1305 г. в нарушение традиций своих предшественников по отношению к Габсбургам начал феодальную войну с королём Альбрехтом I и его сыном Фридрихом. После того, как австрийское войско осадило Фюрстенберг, признал себя побеждённым и был вынужден отказаться от города Браунлинген.
В дальнейшем помирился с Габсбургами и в 1311 году участвовал в походе герцога Леопольда австрийского в Италию для подавления восстания миланцев. Поддерживал Фридриха Габсбурга в качестве претендента на императорский престол.
Генрих II с 1308 года был женат на своей кузине Ферене фон Фрайбург, дочери графа Генриха фон Фрайбурга и Анны фон Вартенберг. Дети:
- Конрад (ум. 1370), граф Фюрстенберга и Вартенберга, ландграф в Бааре
- Иоганн (ум. 1365), граф Фюрстенберга, сеньор цу Вольфах
- Генрих III (1315/20 ум. 1367), граф Фюрстенберга
- Маргарита, жена графа Гуго VI фон Монтфорт-Фельдкирх
- Удельхильда, жена Генриха фон Блюменегга.

Генрих II получил в приданое за женой владения её матери, которые та унаследовала в 1303 году после смерти дяди, Конрада фон Вартенберга — сеньорию Вартенберг с городом Гайзинген, ландграфство Баар и фогство в монастыре Амтенхаузен. Неясно, почему эти владения не достались мужским родственникам умершего.